# Чорний Ключ (Воткінський район)
Чорний Ключ (рос. Чёрный Ключ) — присілок у Воткінському районі Удмуртії, Росія.
Населення становить 151 особа (2010, 144 у 2002).
Національний склад (2002):
- удмурти — 81 %

Урбаноніми:
- вулиці — Колгоспна, Шкільна